# Camellia Bowl 2019
Match précédent Match suivant
Le Camellia Bowl 2019 est un match de football américain de niveau universitaire joué après la saison régulière de 2019, le 21 décembre 2019 au Cramton Bowl de Montgomery dans l'État d'Alabama aux États-Unis.
Il s'agit de la 6e édition du Camellia Bowl et cette édition ne possède pas de sponsor du nom du bowl.
Le match met en présence l'équipe des Panthers de FIU issue de la Conference USA et l'équipe des Red Wolves d'Arkansas State issue de la Sun Belt Conference.
Il débute à 16 h 30 locales et est retransmis à la télévision par ESPN.
Arkansas State gagne le match sur le score de 34 à 26.

## Présentation du match
| Équipes                                                                                  | Conférences | Entraîneurs         | Stats. saison rég. | Classements avant le bowl | Classements avant le bowl | Classements avant le bowl |
| ---------------------------------------------------------------------------------------- | ----------- | ------------------- | ------------------ | ------------------------- | ------------------------- | ------------------------- |
| Équipes                                                                                  | Conférences | Entraîneurs         | Stats. saison rég. | CFP                       | AP                        | Coaches                   |
| Panthers de FIU                                                                          | C-USA       | Butch Davis (en)    | 6 - 6              | NC                        | NC                        | NC                        |
| Red Wolves d'Arkansas State                                                              | Sun Belt    | Blake Anderson (en) | 7 - 5              | NC                        | NC                        | NC                        |
| Arbitre : Steve Varon (MWC) Équipe donnée favorite par les bookmakers : FIU par 3 points |             |                     |                    |                           |                           |                           |

Il s'agit de la 9e rencontre entre ces deux équipes mais deux victoires d'Arkansas State lui ont été retirées officiellement pour infraction aux lois de la NCAA. Arkansas State mène donc les statistiques avec 4 victoires pour 2 défaites (et non 6-2), :
| Saison | Date              | Vainqueur   | Score   | Perdant     | Compétition                            |
| ------ | ----------------- | ----------- | ------- | ----------- | -------------------------------------- |
| 2012   | 4 octobre 2012    | Arkansas St | 34 - 20 | FIU         | Saison régulière - Miami, Floride      |
| 2011   | 18 octobre 2011   | Arkansas St | 34 - 16 | FIU         | Saison régulière - Jonesboro, Arkansas |
| 2010   | 27 novembre 2010  | FIU         | 31 - 24 | Arkansas St | Saison régulière - Miami, Floride      |
| 2009   | 24 octobre 2009   | Arkansas St | 27 - 10 | FIU         | Saison régulière - Jonesboro, Arkansas |
| 2008   | 8 novembre 2008   | FIU         | 22 - 21 | Arkansas St | Saison régulière - Miami, Floride      |
| 2007   | 3 novembre 2007   | Arkansas St | 27 - 24 | FIU         | Saison régulière - Jonesboro, Arkansas |
| 2006   | 30 septembre 2006 | Arkansas St | 31 - 06 | FIU         | Saison régulière - Miami, Floride      |
| 2005   | 24 septembre 2005 | Arkansas St | 66 - 24 | FIU         | Saison régulière - Jonesboro, Arkansas |

### Panthers de FIU
Avec un bilan global en saison régulière de 6 victoires et 6 défaites (3-5 en matchs de conférence), FIU est éligible et accepte l'invitation pour participer au Camellia Bowl de 2019.
Ils terminent 5e de la East Division de la Conference USA. À l'issue de la saison 2019, ils n'apparaissent pas dans les classements CFP, AP et Coaches.
C'est leur première apparition au Camellia Bowl.
| Postes      | Joueurs        | Statistiques                                                      |
| ----------- | -------------- | ----------------------------------------------------------------- |
| Quarterback | James Morgan   | 185/319 passes réussies pour 2 248 yards, 13 TDs, 3 interceptions |
| Coureur     | Anthony Jones  | 166 courses pour 802 yards nets gagnés et 9 TDs                   |
| Receveur    | Tony Gaiter IV | 49 réceptions pour 607 yards et 4 TDs                             |

### Red Wolves d'Arkansas State
Avec un bilan global en saison régulière de 7 victoires et 5 défaites (5-3 en matchs de conférence), Arkansas State est éligible et accepte l'invitation pour participer au Camellia Bowl de 2019.
Ils terminent 2e de la West Division de la Sun Belt Conference derrière Louisiana. À l'issue de la saison 2019, ils n'apparaissent pas dans les classements CFP, AP et Coaches.
C'est leur 2e participation au Camellia Bowl.
| Date             | Saison | Vainqueur                           | Scores  | Finaliste                       | Bilan     |
| ---------------- | ------ | ----------------------------------- | ------- | ------------------------------- | --------- |
| 16 décembre 2017 | 2017   | Middle Tennessee Blue Raiders (6-6) | 35 - 30 | Arkansas State Red Wolves (7-4) | D : 0 - 1 |

| Postes      | Joueurs       | Statistiques                                                      |
| ----------- | ------------- | ----------------------------------------------------------------- |
| Quarterback | Layne Hatcher | 177/259 passes réussies pour 2 553 yards, 23 TDs, 9 interceptions |
| Coureur     | Marcel Murray | 153 courses pour 782 yards nets gagnés et 6 TDs                   |
| Receveur    | Omar Bayless  | 84 réceptions pour 1 473 yards et 196 TDs                         |

## Résumé du match
Début du match à 16 h 35, fin à 20 h 33 pour une durée totale de jeu de 3 h 58 min.
Températures de 11 °C, vent de ESE de 11 km/h, pluie fine par intermittence.
| QT{           | Temps         | Drive         | Drive         | Drive         | Équipe        | Description de l'action | Score | Score |
| ------------- | ------------- | ------------- | ------------- | ------------- | ------------- | --- | ----- | ----- |
| QT{           | Temps         | Jeux          | Yards         | TDP           | Équipe        | Description de l'action | FIU   | ARST  |
| 1             | 09:25         | 16            | 80            | 03:17         | ARST          | TD de 4 yards par WR Omar Bayless à la suite d'une passe de QB Layne Hatcher + 1 point de conversion par K Blake Grupe                      | 0     | 7     |
| 1             | 00:55         | 13            | 90            | 03:35         | ARST          | TD de 9 yards par WR Kirk Merritt à la suite d'une réception de passe de QB Layne Hatcher + 1 point de conversion par K Blake Grupe         | 0     | 14    |
| 2             | 12:50         | 9             | 71            | 03:05         | FIU           | TD à la suite d'une course de 3 yards par RB Napoleon Maxwell + 1 point de conversion par K Jose Borregales                                 | 7     | 14    |
| 2             | 09:31         | 10            | 47            | 03:19         | ARST          | FG de 46 yards par K Blake Grupe | 7     | 17    |
| 2             | 05:30         | 8             | 47            | 04:01         | FIU           | FG de 25 yards par K Jose Borregales | 10    | 17    |
| 2             | 03:05         | 8             | 59            | 02:25         | ARST          | FG de 37 yards par K Blake Grupe | 10    | 20    |
| 2             | 00:40         | 10            | 70            | 02:25         | FIU           | FG de 25 yards par K Jose Borregales | 13    | 20    |
| 3             | 12:22         | 11            | 74            | 02:38         | ARST          | TD de 15 yards par TE Reed Tyler à la suite d'une réception de passe de QB Layne Hatcher + 1 point de conversion par K Blake Grupe          | 13    | 27    |
| 3             | 03:48         | 2             | 23            | 00:48         | FIU           | TD de 19 yards par WR Austin Maloney à la suite d'une réception de passe de QB James Morgan 19+ 1 point de conversion par K Jose Borregales | 20    | 27    |
| 3             | 00:38         | 5             | 50            | 01:16         | FIU           | FG de 48 yards par K Jose Borregales | 23    | 27    |
| 4             | 11:52         | 6             | 32            | 02:02         | FIU           | FG de 52 yards par K Jose Borregales 52 | 26    | 27    |
| 4             | 03:37         | 5             | 80            | 01:33         | ARST          | TD de 13 yards par WR Jonathan Adams Jr. à la suite d'une réception de passe de QB Layne Hatcher + 1 point de conversion par K Blake Grupe  | 26    | 34    |
| Score final : | Score final : | Score final : | Score final : | Score final : | Score final : | Score final : | 26    | 34    |

## Statistiques
| Nom           | Équipe | Poste          |
| ------------- | ------ | -------------- |
| Layne Hatcher | QB     | Arkansas State |

| Statistiques                           | Panthers de FIU                                             | Red Wolves d'Arkansas State                                 |
| -------------------------------------- | ----------------------------------------------------------- | ----------------------------------------------------------- |
| 1er down                               | 23                                                          | 31                                                          |
| 1er down à la course                   | 5                                                           | 8                                                           |
| 1er down à la passe                    | 13                                                          | 20                                                          |
| 1er down suite pénalité                | 5                                                           | 3                                                           |
| Conversion de 3e down                  | 6/16                                                        | 12/19                                                       |
| Conversion de 4e down                  | 1/2                                                         | 1/2                                                         |
| Jeux–yards                             | 74 jeux pour 444 yards                                      | 89 jeux pour 525 yards                                      |
| Yards à la course                      | 35 courses pour 132 yards (moyenne de 3.8 yards par course) | 37 courses pour 132 yards (moyenne de 3.6 yards par course) |
| Yards à la passe                       | 312                                                         | 393                                                         |
| Passes : Réussies-Tentées-Interceptées | 22/39 passes complétées, 2 interceptions                    | 27/52 passes complétées, 1 interception                     |
| Réussite en zone rouge/chances         | 4/5                                                         | 5/5                                                         |
| TD                                     | 2                                                           | 5                                                           |
| Field Goals                            | 4/5                                                         | 2/2                                                         |
| Sacks (Nombre-Yards)                   | 3 pour 17 yards adverses perdus                             | 0/0                                                         |
| Fumbles (Nombre/Perdus)                | 0/0                                                         | 1/1                                                         |
| Pénalités (Nombre/Yards perdus)        | 7 pour 62 yards perdus                                      | 10 pour 142 yards perdus                                    |
| Temps de possession                    | 31:40                                                       | 28:20                                                       |

| Panthers de FIU             |                  |                                                                          |
| Quarterback                 | James Morgan     | 22/38 passes complétées, 312 yards, 2 interceptions, 1 TD, 0 sack subi   |
| Meilleur coureur            | Napolean Maxwell | 13 courses pour 66 yards nets gagnés, 1 TD, moyenne de 5.1 yards/course  |
| Meilleur receveur           | Austin Maloney   | 10/14 réceptions pour 178 yards gagnés, 1 TD                             |
| Meilleur tackler            | Sage Lewis       | 13 tacles dont 10 en solo, 2 TFL (7 yards), 1 FF et 1 FR                 |
| Red Wolves d'Arkansas State |                  |                                                                          |
| Quarterback                 | Layne Hatcher    | 27/51 passes complétées, 392 yards, 1 interception, 4 TDs, 3 sacks subis |
| Meilleur coureur            | Jamal Jones      | 10 courses pour 59 yards nets gagnés, 0 TD, moyenne de 5.9 yards/course  |
| Meilleur receveur           | Omar Bayless     | 9 réceptions pour 180 yards gagnés, 1 TD                                 |
| Meilleur tackler            | Darreo Jackson   | 13 tacles dont 4 en solo, 1 interception (gain de 12 yards)              |